# 50 California Street
50 California Street – wieżowiec w San Francisco, w stanie Kalifornia, w Stanach Zjednoczonych, o wysokości 148 m. Budynek został otwarty w 1972 i posiada 37 kondygnacji.